# Manila Bulletin

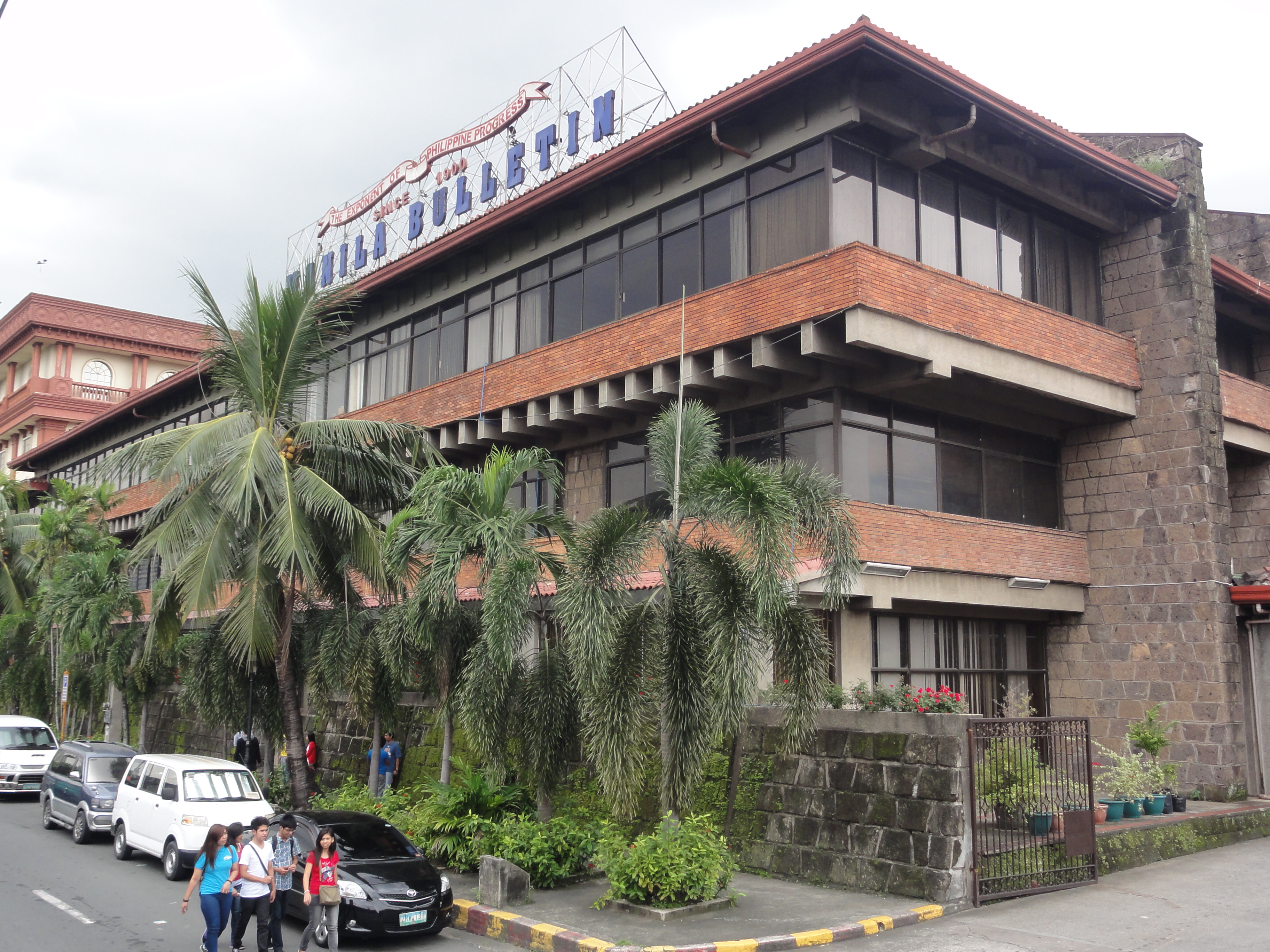
Siège du Manila Bulletin.

Le Manila Bulletin, anciennement le Manila Daily Bulletin ou le Bulletin Today, est un journal des Philippines. Fondé en 1900, il s'agit du premier quotidien grand format en anglais en termes de diffusion. Il est publié par la Manila Bulletin Publishing Corporation.

## Historique
Le Manila Daily Bulletin est créé en 1900 par les Américains Carson Taylor et H. G. Farris,,. Le contexte était alors celui de la conquête des Philippines par les États-Unis, et ces derniers favorisaient les journaux anglophones tout en contrôlant la presse nationaliste,. En 1912, le journal, qui était auparavant gratuit, se professionnalise en devenant un quotidien généraliste payant au format tabloïd,, puis adopte en 1918 le grand format. La société Bulletin Publishing Company est créée pour l'éditer. Le journal a plutôt mauvaise presse à ses débuts, étant considéré comme un outil de propagande américain.
Hans Menzi rachète et modernise le journal en 1957. En 1963, il s'agit du quatrième quotidien aux Philippines en termes de diffusion, avec 38 000 exemplaires par jour.
Après la déclaration de la loi martiale par Ferdinand Marcos en 1972, la plupart des journaux sont interdits. Cependant, Menzi étant un proche de Marcos, le journal réapparaît rapidement sous le titre de The Bulletin Today. L'information était alors fortement contrôlée, même si des journalistes femmes du Bulletin glissent quelques incises anti-Marcos dans les colonnes du journal. Après la révolution de 1986 et le renversement de Marcos, le quotidien reprend son nom de Manila Bulletin, mais perd un temps en popularité et fait l'objet d'enquêtes pour sa proximité supposée avec Marcos (qui possédait en réalité 74 % de la Bulletin Publishing Corporation),.
L'homme d'affaires Emilio Yap, qui était entré au capital du journal en 1961, devient le président de la Bulletin Publishing Corporation après la mort de Menzi en 1984. Il renomme la société éditrice en Manila Bulletin Publishing Corporation en 1989 et la lance en bourse en 1990, au Philippine Stock Exchange.

## Diffusion
En 2012, le Manila Bulletin est imprimé à 349 000 exemplaires du lundi au samedi, et à 419 000 exemplaires le dimanche, en faisant le quotidien grand format le plus diffusé du pays. Il est plus généralement considéré comme un des principaux journaux du pays.

## Actionnariat
La Manila Bulletin Publishing Corporation est cotée au Philippine Stock Exchange (Bourse de Manille) à hauteur de 1 767 730 926,72 pesos philippins le 18 mars 2018. Les principaux actionnaires sont U.S. Automotive Company (avec environ 54 % des parts) et USAutoco (avec environ 23 % des parts), deux filiales appartenant à l'empire de la famille Yap. Menzi Trust Fund Incorporated est le troisième actionnaire avec environ 8,4 % des parts.